# San Pio X alla Balduina (titre cardinalice)
Le titre cardinalice de San Pio X alla Balduina (Saint-Pie X à Balduina) est érigé par le pape Paul VI le 29 avril 1969 et rattaché à l'église San Pio X qui se trouve dans le quartier Trionfale au nord-ouest de Rome.

## Titulaires
| - John Francis Dearden (1969-1988) - Nicolás de Jesús López Rodríguez (1991-) |